# Sisters (2015)
Sisters ist eine US-amerikanische Filmkomödie aus dem Jahr 2015 mit Amy Poehler und Tina Fey in den Hauptrollen. Regie führte Jason Moore, das Drehbuch verfasste Paula Pell.

## Handlung
Die Eltern von Maura Ellis erzählen ihr eines Tages am Telefon, dass sie planen ihr Haus zu verkaufen und sie bitten Maura und deren ältere Schwester Kate, nach Orlando zu kommen, um selbst ihre Jugendzimmer auszuräumen. Kate ist derzeit arbeitslos und hat keine eigene Wohnung. Ihre Tochter Haley übernachtet bei einer Freundin ohne jedoch ihrer Mutter zu verraten, wo genau sie ist. 
Maura kann ihre Schwester überzeugen mit zu ihren Eltern zu kommen, ohne ihr zu sagen, dass diese das Haus verkaufen wollen. Kate willigt ein, mit nach Orlando zu kommen, da sie plant vorübergehend mit ihrer Tochter bei ihren Eltern zu wohnen.
Als Kate und Maura bei ihren Eltern ankommen, haben diese das Haus bereits verkauft und sind mitten im Umzug. Kate und Maura beschließen eine Abschiedsparty im Haus ihrer Eltern zu veranstalten und laden dafür eine Menge Freunde aus ihrer Vergangenheit ein.
Maura kann Kate überreden an dem Abend nichts zu trinken und die Rolle der Partymutter zu übernehmen und auf alle aufzupassen. Kate willigt ein, da sie beweisen will, dass sie verantwortungsvoll sein kann. Die ersten Gäste kommen unerwartet pünktlich und die Party verläuft zu Beginn ziemlich ruhig. Als die Ersten schon wieder gehen wollen, schafft es Kate dann doch noch Schwung in die Party bringen. Es wird viel Alkohol getrunken und getanzt.
Maura zieht sich mit dem netten Nachbarn auf den Dachboden zurück, um dort einen Joint zu rauchen. Die beiden brechen dabei jedoch durch die Decke und landen im darunter liegenden Stockwerk.
Als Maura die Gäste auffordert, dem Haus ihren Stempel aufzudrücken, läuft die Party schließlich aus dem Ruder. Da Kate inzwischen von ihren Eltern informiert wurde, dass sie einen Teil des Verkaufserlöses erhalten soll, um ihre eigene Wohnsituation zu stabilisieren, versucht sie verzweifelt die Ordnung auf der Party zu bewahren und ruft schließlich die Polizei, um die Party zu beenden. Da der Polizist jedoch Maura aus der Vergangenheit kennt, wünscht er ihnen weiterhin viel Spaß und fährt wieder. Als Kate die Kontrolle über die Party verliert, beginnt sie auch Alkohol zu trinken.
Kate findet heraus, dass ihre Tochter die letzten Monate bei Maura gewohnt hat, und es kommt zur Schlägerei zwischen Kate und Maura. Jetzt tauchen die Eltern der beiden auf und beenden die Party.
Am nächsten Morgen beginnt das große Aufräumen. Kate kann ihre Eltern überzeugen, das Haus zunächst nicht zu verkaufen und sie und ihre Tochter vorübergehend in dem Haus wohnen zu lassen, um die Schäden am Haus wieder zu reparieren. Kate gelingt es, das Haus wieder in Ordnung zu bringen. Das Haus wird schließlich verkauft.

## Veröffentlichung
Der Film lief ab dem 18. September 2015 in US-amerikanischen und ab dem 11. Februar 2016 in deutschen Kinos.

## Rezeption
Der Film erhielt gemischte Kritiken und hat bei Rotten Tomatoes eine Wertung von 60 % bei den Kritikern und 52 % beim Publikum. Gelobt wurde das Schauspiel von Amy Poehler und Tina Fey, Handlung und Humor wurden jedoch eher negativ bewertet.
Der Filmdienst urteilte: „Die dröge 40plus-Variante einschlägiger Teenie-Komödien um zwei unflätige, noch immer nicht erwachsene Frauen führt zu keiner Umkehr genreüblicher Konventionen, enttäuscht vielmehr durch uneinheitliche und in ihrer Überzeichnung unglaubwürdige Figuren. Allein der trockene Humor der Nebenfiguren gibt dem Film einen ruhigeren, witzigeren Takt.“